# جزيرة الحاجز العظيم
الحاجز العظيم (بالإنجليزية: Great Barrier Island، وبالماورية: Aotea)، جزيرة تقع في خليج هوراكي في نيوزيلندا، على بعد 100 كيلومتر (62 ميل) شمال شرق وسط أوكلاند. تبلغ مساحتها 285 كيلومتراً مربعاً (110 ميل مربع)، وهي سادس أكبر جزيرة في نيوزيلندا، ورابع أكبر جزيرة في السلسلة الرئيسية. أعلى نقطة في الجزيرة هي قمة جبل هوبسون؛ التي يبلغ ارتفاعها 627 متراً (2057 قدماً) فوق مستوى سطح البحر. وتتبع الجزيرة لمجلس إقليم أوكلاند.